# Keady
Keady är en ort i Storbritannien.   Den ligger i riksdelen Nordirland, i den västra delen av landet, 500 km nordväst om huvudstaden London. Keady ligger 148 meter över havet och antalet invånare är 3 171.
Terrängen runt Keady är huvudsakligen platt, men österut är den kuperad. Runt Keady är det ganska glesbefolkat, med 26 invånare per kvadratkilometer. Närmaste större samhälle är Armagh, 11,3 km norr om Keady. Trakten runt Keady består i huvudsak av gräsmarker.